# Еднокамарен парламент
Еднокамарният парламент (от бълг. едно + лат. camera (=camara), камара) е практика в държавното устройство, при която законодателната власт се поверява на законодателен орган с една камара. Такива парламенти са характерни за малки и хомогенни унитарни държави, за чиито случаи се счита, че втора камара е излишна. Предпочитанието към еднокамарните парламенти в комунистическите страни се дължи на схващането, че горните камари са обикновено консервативни и представляват горните класи (буржоазия, духовенство и аристокрация).